# 国際情報処理科学大学院
国際情報処理科学大学院（こくさいじょうほうしょりかがくだいがくいん、フランス語: École Internationale des Sciences du Traitement de l'Information、略称: EISTI）は、フランスの理工系グランゼコール（フランス独特の高等専門教育機関）である。
修士課程には、コンピュータ科学、数学の2課程がある。

## 研究部門
- コンピュータ科学研究
- 数学研究